# Mike Goth
Mike Goth (ur. 30 sierpnia 1941 roku w Nowym Jorku) – amerykański kierowca wyścigowy.

## Kariera
Goth rozpoczął międzynarodową karierę w wyścigach samochodowych w 1966 roku od startów w Canadian-American Challenge Cup, gdzie jednak nie zdobywał punktów. W późniejszych latach pojawiał się także w stawce US Formula A/F5000 Championship, Tasman Series oraz Europejskiej Formuły 2.
W Europejskiej Formule 2 Amerykanin wystartował w dwóch wyścigach sezonu 1970. Z dorobkiem dwóch punktów uplasował się tam na szesnastej pozycji w klasyfikacji generalnej.